# Elasmus tischeriae
Elasmus tischeriae är en stekelart som beskrevs av Howard 1885. Elasmus tischeriae ingår i släktet Elasmus och familjen finglanssteklar. Inga underarter finns listade i Catalogue of Life.